# Conseil supérieur de l'éducation routière
Ne doit pas être confondu avec Conseil national de la sécurité routière.
Le  Conseil supérieur de l'éducation routière  (CSER), est un organe consultatif et représentatif des professionnels exerçant dans le champ de la formation à la sécurité routière qui peut être saisi ou présenter toutes propositions dans le domaine de l'éducation routière en France.

## Histoire
Le Conseil supérieur de l'éducation routière a été créé et introduit dans le code de la route par décret du 5 octobre 2009,. Il a tenu sa première réunion le 10 mars 2010.
Les modalités d'organisation des premières élections des représentants de la profession de l'enseignement de la conduite et de la sécurité routière au Conseil supérieur de l'éducation routière ont été définies par arrêté du 31 mai 2010.

## Rôle
Le Conseil supérieur de l'éducation routière est placé auprès du ministre chargé de la sécurité routière, qui peut le saisir de toute question relative à l'éducation routière, notamment l'apprentissage de la conduite, le permis de conduire et l'organisation des professions. Il peut présenter toutes propositions dans le domaine de l'éducation routière,.

## Composition
Cet organisme comprend vingt-huit membres.
Il est présidé par le délégué à la sécurité et à la circulation routières et est composé de cinq collèges: 

### Collège des représentants de l'État (5)
- le délégué à la sécurité et à la circulation routières et le directeur de la modernisation et de l'action territoriale ou leurs représentants, pour le ministre de l'intérieur ;
- le vice-président du Conseil général de l'environnement et du développement durable ou son représentant, pour le ministre chargé des transports ;
- le directeur général de l'enseignement scolaire ou son représentant, pour le ministre chargé de l'éducation nationale ;
- le directeur général du travail ou son représentant, pour le ministre chargé du travail ;

### Collège des représentants des collectivités territoriales (3)
- un représentant désigné par l'Association des régions de France ;
- un représentant désigné par l'Assemblée des départements de France ;
- un représentant désigné par l'Association des maires de France ;

### Collège des représentants de la profession (12)
Ce collège comprend douze représentants élus des professionnels exerçant dans le champ de la formation à la sécurité routière : six représentants des responsables d'établissements et six représentants des salariés ; 

### Collège des représentants de la société civile (3)
- un représentant des consommateurs désigné sur proposition des organisations de consommateurs et après avis du ministre chargé de la consommation ;
- un représentant des associations œuvrant pour la sécurité routière désigné par le ministre chargé de la sécurité routière ;
- un membre du Conseil national de la jeunesse désigné par celui-ci ;

### Collège des personnalités qualifiées (5)
Cinq personnes sont désignées par le ministre chargé de la sécurité routière au vu de leurs activités professionnelles ou de leurs travaux en matière d'éducation routière. 
Le président du Conseil supérieur de l'éducation routière est nommé par arrêté du ministre chargé de la sécurité routière, parmi les membres du conseil.

## Modalités de siège
Cet organisme siège au moins deux fois par an. Il peut par ailleurs être convoqué à tout moment par le président du conseil ou à la demande de la moitié au moins de ses membres. Son secrétariat est assuré par la délégué à la sécurité et à la circulation routières.